# Третій зайвий (телесеріал)
«Третій зайвий» (англ. Ted, стилізовано як ted) — американський фантастичний комедійний серіал, створений Сетом Мак-Фарлейном для Peacock. Це третя частина франшизи про живого плюшевого ведмедя Теда, яка є приквелом до художніх фільмів 2012 та 2015 року. Мак-Фарлейн знову озвучує головного персонажа, в інших головних ролях знялися Макс Беркголдер, Аланна Юбак, Скотт Граймс і Джорджія Віґем (які часто знімаються в інших проєктах Мак-Фарлейна).
Прем'єра перших семи епізодів «Третього зайвого» відбулася 11 січня 2024 року. У травні 2024 року серіал було продовжено на другий сезон.

## Опис
Дія серіалу розгортається між 1993 і 1994 роками, між початковою частиною та основним сюжетом фільму «Третій зайвий» (2012). Серіал описує раннє життя розумного плюшевого ведмедика, на ім'я Тед, який живе з 16-річним Джоном Беннетом і його сім'єю у Фреймінггамі, штат Массачусетс. Крім Джона і Теда, родина Беннетів включає батька Джона — Метті, його мати Сьюзен та двоюрідну сестру Блер, яка живе з ними, поки навчається в коледжі неподалік. У пілотному епізоді Тед змушений відвідувати школу з Джоном через неприємності, які він створює, поки решта сім'ї відсутня вдома.

## Акторський склад

### Головні
- Сет Мак-Фарлейн — голос та рухи Теда[8][9], непристойного, волелюбного антропоморфного плюшевого ведмедика — колишньої знаменитості, який ожив після бажання, яке загадав маленький Джон. Запрограмовану фразу Теда «Я люблю тебе» озвучила Тара Стронг.
- Макс Беркголдер — Джон Беннет, довірливий доброзичливий 16-річний хлопець, найкращий друг Теда, аутсайдер у школі Джона Генкока. У повнометражних фільмах дорослого Джона грає актор Марк Волберг, у дитинстві — Колтон Ширс і Бреттон Менлі.
- Аланна Юбак — Сьюзен Беннет, вразлива, доброзичлива, спокійна домогосподарка, мати Джона. У першому фільмі 2012 року її звали Гелен (роль виконувала акторка Алекс Борштейн).
- Скотт Граймс — Метті (Метью) Беннет, запальний батько Джона: республіканець, ветеран війни у В'єтнамі, схильний до параноїдальних теорій та ірраціональних страхів. У фільмі 2012 року мав ім'я Стів (роль виконував актор Ральф Ґарман).
- Джорджія Віґем — Блер Беннет, освіченої, саркастична та політично ліберальна двоюрідна сестра Джона, племінниця Сьюзен, яка відвідує бостонський коледж Емерсон. У першому епізоді «Просто скажи так» з'ясовується, що Блер живе з Беннетами через свою неблагополучну сім'ю, і намагається піклуватися про Джона та Теда та вберегти їх від проблем. У шостому епізоді «Гучна ніч» Блер розповідає, що вона сексуально плинна та перебуває в романтичних стосунках із Сарою, дівчиною індіанського походження зі свого коледжу.

### Повторювані
- Марісса Шанкар — Сара, дівчина Блер, яка продає марихуану, щоб заплатити за навчання.
- Ліз Річман — Поллі, однокласниця Джона і Теда.
- Ара Голлідей — Ендрю, однокласник Джона і Теда, хлопець Поллі.
- Джек Сівор Макдональд — Клайв, колишній шкільний хуліган.
- Джуліус Шарп — містер Джордж, психічно неврівноважений учитель Джона та Теда, який часто розповідає про своє особисте життя перед класом. У п'ятому епізоді «Відчайдушно шукаю Сьюзен» його звільняють після чергового одкровення, яке почула директорка школи.
- Пенні Джонсон Джеральд — директорка школи.